# Abel Pêra
Abel Pêra (Carregosa, Oliveira de Azeméis, 16 de novembro de 1891 — Rio de Janeiro, 27 de setembro de 1975) foi um ator português radicado no Brasil.
Irmão de Manuel Pêra, sendo tio da atriz Marília Pêra, Abel Pêra entrou para o mundo do teatro no final da adolescência como carpinteiro, dentre os seus trabalhos estão A Pensão da Dona Estela e Feitiço, de Oduvaldo Vianna.
Tio e padrinho da atriz Marília Pêra, Abel mesmo depois de torna-se ator, continuou fabricando objetos de madeira. O amigo Chico Anysio, certa vez ganhou de Abel um taco de golfe feito por ele.
Na televisão, participou da novela Fogo Sobre Terra em 1974. O último trabalho de Abel Pêra foi o filme O Casamento, lançado em 1975.

## Filmografia

### Cinema
| Ano  | Título                       | Personagem        |
| ---- | ---------------------------- | ----------------- |
| 1975 | Com as Calças na Mão         | Velho tarado      |
| 1975 | A Filha de Madame Betina     | Senhor            |
| 1975 | O Casamento                  | Pai de Zé Honório |
| 1974 | O Descarte                   | Garçom míope      |
| 1973 | Toda Nudez Será Castigada    | Velho Poeta       |
| 1972 | Eu Transo, Ela Transa        | Comendador        |
| 1972 | Revólveres Não Cospem Flores | Porteiro          |
| 1971 | As Quatro Chaves Mágicas     | Avô               |
| 1971 | O Enterro da Cafetina        | Dono da Pensão    |
| 1970 | Vida e Glória de um Canalha  | Farmacêutico      |
| 1969 | A Penúltima Donzela          | Tio de Tânia      |
| 1969 | O Bravo Guerreiro            | Jurista           |
| 1969 | As Duas Faces da Moeda       | Dr. Amâncio       |
| 1968 | Enfim Sós...Com o Outro      | Juiz              |
| 1968 | O Homem que Comprou o Mundo  | Professor Bagdá   |
| 1960 | Pintando o Sete              | Dr. Mendonça      |
| 1959 | O Homem do Sputnik           | —                 |
| 1957 | De Vento em Popa             | Médico            |
| 1951 | Maior Que o Ódio             | —                 |
| 1951 | O Falso Detetive             | —                 |
| 1945 | O Cortiço                    | Vendeiro          |
| 1944 | Romance de um Mordedor       | —                 |
| 1943 | Samba em Berlim              | —                 |
| 1941 | A Sedução do Garimpo         | Moribundo         |
| 1941 | Entra na Farra               | —                 |
| 1940 | Cisne Branco                 | —                 |
| 1940 | E o Circo Chegou             | Joaquim           |
| 1939 | Onde Estás Felicidade?       | Sr. Borges        |
| 1939 | Está Tudo Aí                 | —                 |
| 1938 | Maridinho de Luxo            | —                 |
| 1936 | João Ninguém                 | —                 |
| 1914 | O Crime dos Banhados         | —                 |

### Televisão
| Ano  | Título                | Personagem        | Notas                   |
| ---- | --------------------- | ----------------- | ----------------------- |
| 1975 | Bravo!                | Frederico Viana   | [ 5 ]                   |
| 1974 | Fogo Sobre Terra      | Vigário           |                         |
| 1973 | A Grande Família      | Amigo de Floriano |                         |
| 1973 | Caso Especial         | Vigário           | Episódio: "Inocência"   |
| 1973 | Caso Especial         | —                 | Episódio: "O Duelo"     |
| 1972 | Shazan, Xerife e Cia. | —                 | Episódio: "A Camicleta" |
| 1964 | Gira o Mundo Gira     | Zé das Mulheres   |                         |